# Ergyne cervicornis
Ergyne cervicornis là một loài chân đều trong họ Bopyridae. Loài này được Risso miêu tả khoa học năm 1816.